# Hiroshi Moriyama

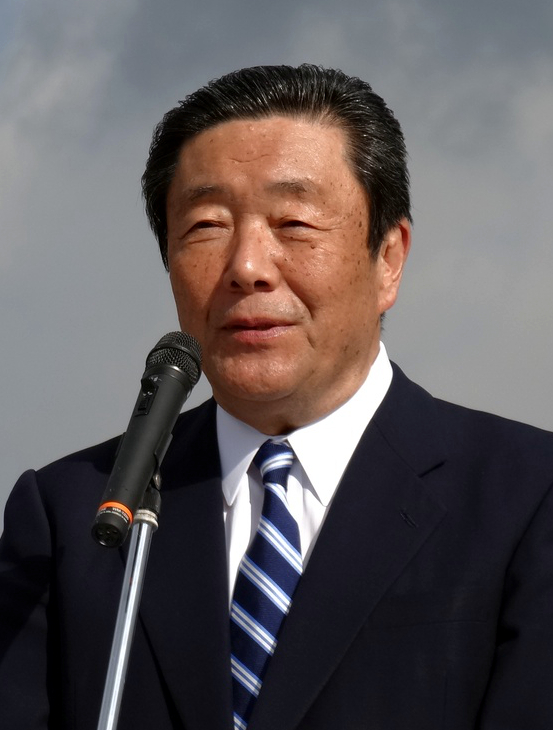
Hiroshi Moriyama (2014)

Hiroshi Moriyama (jap. korrekt 森山 𥙿 Moriyama Hiroshi, elektronisch wird die Schreibung von Hiroshi oft als 裕 wiedergegeben; * 8. April 1945 in Kanoya, Präfektur Kagoshima) ist ein japanischer Politiker, Abgeordneter im Shūgiin (Abgeordnetenhaus), dem Unterhaus der Kokkai (Nationalversammlung), für den 4. Wahlkreis (vor einer Neuordnung 2017: 5. Wahlkreis) der Präfektur Kagoshima und war von 2015 bis 2016 Landwirtschaftsminister im umgebildeten dritten Kabinett von Shinzō Abe. Moriyama gehört derzeit der Liberaldemokratischen Partei (LDP) an, darin führte er von 2021 bis zur formalen Auflösung 2024 seine kleine, eigene Faktion. Seit 2024 ist er LDP-Generalsekretär.
Moriyama, Absolvent der Nisshin-Oberschule der Präfektur Kagoshima in Abendkursen, wurde bei einer Nachwahl 1975 ins Parlament der Stadt Kagoshima gewählt, für das er danach sechsmal in Folge wiedergewählt wurde. Ab 1982 war er Parlamentspräsident, 1997 auch Vorsitzender der Stadtparlamentspräsidentenkonferenz Kyūshū (Kyūshū shigikai gichōkai). 1998 wechselte er in die nationale Politik und kandidierte bei der Wahl im Juli in der Präfektur Kagoshima (damals zwei Sitze pro Teilwahl) für das Sangiin (Rätehaus), das Oberhaus des Nationalparlaments, neben dem erfahrenen Kichio Inoue als einer von zwei LDP-Kandidaten. Bei günstiger Stimmenverteilung (Moriyama 27,9 % der Stimmen, Inoue 27,0 %) gelang es der LDP 1998 erstmals seit 1986, beide Sitze Kagoshimas zu gewinnen und den parteilosen (ex-SPJ) Amtsinhaber Kazuto Kamiyama (26,1 %) auf Platz drei zu verdrängen. Von 2003 bis 2004 war Moriyama für das umgebildete erste Kabinett Koizumi parlamentarischer Sekretär (daijin seimukan) im Finanzministerium.
Als 2004 Sadanori Yamanaka starb, der langjährige Abgeordnete für den 5. Shūgiin-Wahlkreis der Präfektur Kagoshima, bewarb sich Moriyama bei der resultierenden Nachwahl am 25. April und wurde gegen Kandidaten von DPJ und KPJ mit Vierfünftelmehrheit gewählt. Im Postparlament von 2005, als Teile der LDP gegen die vom Vorsitzenden Jun’ichirō Koizumi verfolgte Privatisierung der Staatspost rebellierten, stimmte Moriyama gegen das Privatisierungsgesetz und musste bei der resultierenden Shūgiin-Wahl 2005 ohne LDP-Nominierung antreten, konnte seinen Sitz aber mit über 60 % der Stimmen gegen einen LDP-„Attentäter“-Kandidaten und einen Kommunisten halten. Er kehrte 2006 in die LDP zurück, für die er seitdem viermal wiedergewählt wurde: 2009 – gegen den landesweiten Erdrutsch für die Demokraten und trotz Nominierungsverzichts der Kommunisten – deutlich (61,1 %) gegen den Demokraten Shinsuke Amiya (37,6 %), 2012 und 2014 jeweils ohne Gegenkandidat der bürgerlichen Parteien gegen nur einen, kommunistischen Kandidaten. Zur Wahl 2017 verlor Kagoshima einen Sitz, Moriyama kandidiert nun im neuen Wahlkreis 4, der sich nur wenig vom alten Wahlkreis 5 unterscheidet. Mit über 70 % der Stimmen setzte er sich gegen den Sozialdemokraten Masakazu Noro durch. Auch 2021 und 2024 gewann er mit Zweidrittelmehrheiten ohne Gegenkandidat der Hauptoppositionsparteien.
Von 2007 bis 2008 war Moriyama während der Kabinette Abe und Fukuda Vizeminister (fuku-daijin) im Finanzministerium. Von 2012 bis 2013 saß er dem Shūgiin-Ausschuss für Land-, Forst- und Fischereiwirtschaft vor. Im Oktober 2015 berief ihn Abe an die Spitze des zugehörigen Ministeriums. 2016 löste ihn bei einer erneuten Kabinettsumbildung Yūji Yamamoto ab.
Vom 3. August 2017 bis Oktober 2021 war er der Vorsitzende des Ausschusses für Parlamentsangelegenheiten der LDP (自由民主党国会対策委員長 Jiyūminshutō kokkai taisaku iin-chō). Nach der Abwahl Nobuteru Ishiharas bei der Abgeordnetenhauswahl 2021 übernahm Moriyama im Dezember die Führung der bisherigen Ishihara-Faktion. Wie die meisten LDP-Faktionen löste sich die Moriyama-Faktion im Zuge des Kickback-Skandals um schwarze Kassen aus Faktionsfundraisingparties 2024 zumindest als [zu eigenen politischen Spendeneinnahmen berechtigte] „politische Gruppierung“ (seiji dantai) formal auf.
Nach einer Umbildung von Kabinett und Parteiführung im September 2023 besetzte Moriyama unter dem Parteivorsitzenden Fumio Kishida als Vorsitzender des sōmukai (wörtl. „Rat für allgemeine Angelegenheiten“; auch Exekutivrat etc.) eines der „drei Parteiämter“. Unter Kishidas Nachfolger Shigeru Ishiba wurde er im 2024 Generalsekretär.